# Robert Belot
Robert Belot, est un homme politique belge wallon, membre du PS, né le 11 mai 1931 à Winenne et mort le 8 août 2006 à Beauraing.

## Fonctions politiques
- Bourgmestre de Winenne de 1964 à 1976
- Bourgmestre de Beauraing de 1982 à 1988 et de 1994 à 2000.
- Sénateur de 1978 à 1995
- Conseiller régional wallon de 1980 à 1995